# Macération pelliculaire

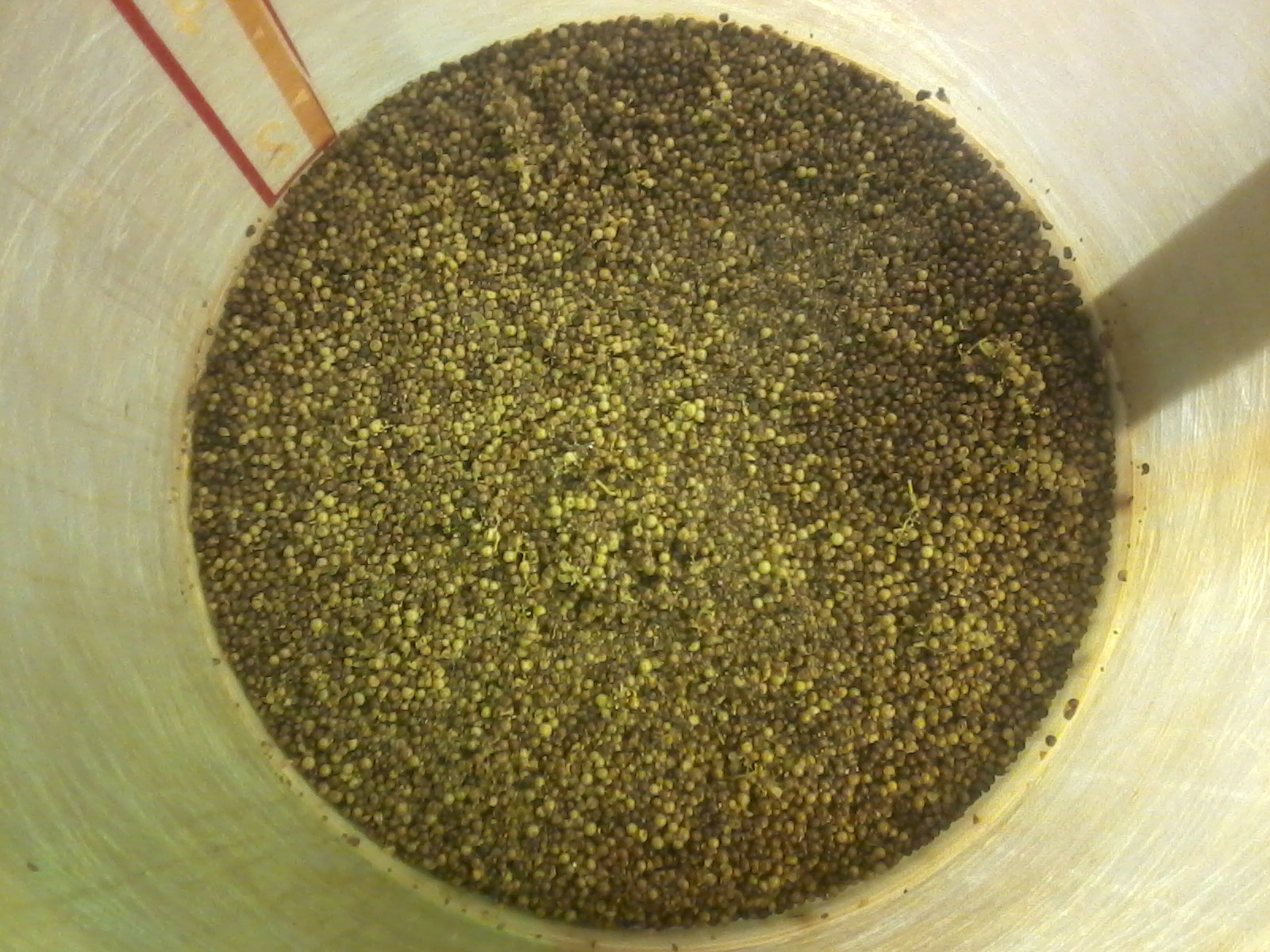
Macération pelliculaire de chardonnay.

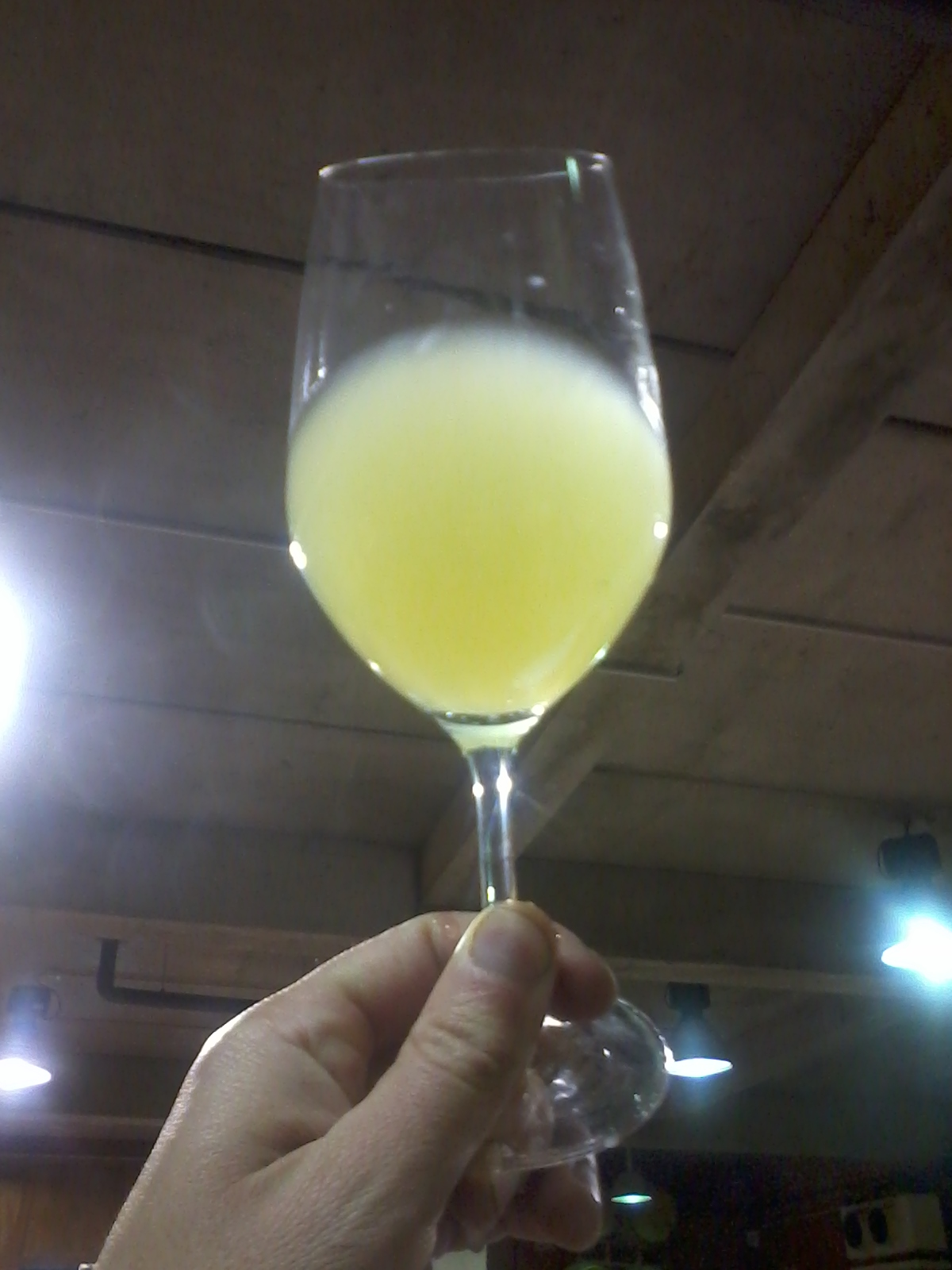
Vin de chardonnay issu de macération pelliculaire

La macération pelliculaire est une opération de la vinification destinée à favoriser l'extraction des arômes et précurseurs d'arômes du raisin. Elle intervient dans l'élaboration du vin blanc et du vin rosé.

## Principe
Lors de l'élaboration du vin, blanc ou rosé, le contact entre la pellicule du raisin et le moût est réduit dans le temps. Or, c'est dans la pellicule que se trouvent l'essentiel des précurseurs d'arôme du vin. La macération pelliculaire permet un prolongement du contact entre pellicule et moût.
Le but de la macération pelliculaire est d'augmenter le potentiel aromatique du futur vin.

## Mode opératoire
À son arrivée au chai, le raisin foulé et éraflé est placé dans une cuve pendant quelques heures (entre quatre et vingt-quatre). Chaque opération est un choix pour le vinificateur qui pèse le pour et le contre :
- Le foulage libère le jus des grains de raisin et permet aux pellicules de baigner dans le moût.
- L'éraflage optimise l'opération ; en effet, les raffles contiennent des tannins au goût herbacé qu'il vaut mieux éviter d'extraire.
- La réfrigération de la vendange évite un départ en fermentation pendant la macération. Elle facilite les opérations.
- En fin de macération, la vendange doit être manipulée avec douceur avant pressurage pour ne pas écraser les pellicules et pépins fragilisés. Les meilleurs systèmes sont les cuves autovidantes placées au-dessus du pressoir. La vendange se vide par gravité, sans passer par une pompe. Les pressoirs pneumatiques fermés permettent une macération dans le pressoir lui-même. Parfois, une automatisation permet de programmer la durée de la macération et l'écoulage et le pressurage commence dès la fin de cette période.
- Le raisin foulé est sensible à l'oxydation. La cuve doit donc être pleine ou isolée de l'oxygène de l'air ambiant par de l'azote ou du gaz carbonique.
- L'usage d'enzymes pectolytiques (qui coupent les molécules de pectine du raisin) accélère le phénomène.

## Inconvénients
La macération pelliculaire augmente l'extraction des arômes, qu'ils soient bon ou mauvais. Elle nécessite une excellente maturité du raisin et une vendange saine et propre. La présence de rafles ou de feuilles rend les effets de l'opération négatifs.
Sur une vendange partiellement botrytisée, l'opération est à éviter. En effet, la pourriture grise synthétise des enzymes qui dénaturent les arômes du vin. Dans ce cas, le pressurage rapide évite une trop grande extraction de ces enzymes.

## Vinification
Il est possible de poursuivre la macération pelliculaire par une fermentation classique sur phase liquide, ou en contact avec les pellicules, en phase solide. Dans ce dernier cas, le vin peut prendre le nom de vin orange.